# 峨马杜鹃
峨马杜鹃（学名：Rhododendron ochraceum），为杜鹃花科杜鹃花属下的一个植物变种。